# 小行星17032
小行星17032（17032 Edlu）是一颗绕太阳运转的小行星，为主小行星带小行星。该小行星于1999年3月22日发现。

## 轨道参数
小行星17032的轨道半长轴为2.7834030 UA，离心率为0.233。